# Марија Шрајвер
Марија Овингс Шрајвер (Чикаго, 6. новембар 1955) америчка је новинарка, књижевница и бивша Прва дама Калифорније. Добитник је Пибади награде и била ководитељ за Ен-Би-Си-јеву репортажу о Летњим олимпијским играма 1988. године која је награђена Емијем. Као извршни продуцент Алцхајмеровог пројекта, Шрајверова је освојила две Еми награде и награду Америчке телевизијске академије за израду „савесне телевизијске емисије”. Она је члан породице Кенеди; њена мајка, Јунис Кенеди Шрајвер, била је сестра Џона Ф. Кенедија, Роберта Ф. Кенедија и Теда Кенедија. Марија је тренутно специјални водитељ и дописник за Ен-Би-Си Њуз. Након 35 година брака, холивудски глумац и бивши гувернер Калифорније, Арнолд Шварценегер, и његова супруга Марија Шрајвер су се развели.